# DC Nation
DC Nation fue una serie de programas y cortometrajes producidos por Warner Bros. Animation que se emitieron en el canal Cartoon Network los sábados por la mañana. Fue estrenado el 3 de marzo de 2012. Algunos de los espectáculos de DC Nation incluyeron a Linterna Verde: La Serie Animada, Young Justice y Beware the Batman. El 8 de junio de 2012, Cartoon Network anunció que reviviría la serie animada de Los Jóvenes Titanes bajo el nombre de Teen Titans Go!, los cuales estarían basados en los cortos de Los Nuevos Jóvenes Titanes de DC Nation Shorts. A pesar de tener un corto Swaroop de Cartoon Network  coproducida por Warner Bros. Animation, DC Nation fue la primera serie original de dibujos animados de Cartoon Network coproducido por DC Entertainment y Warner Bros. Animation.

## Programas
| Serie                            | Fecha de emisión                          |
| -------------------------------- | ----------------------------------------- |
| Young Justice                    | 3 de marzo de 2012 – 16 de marzo de 2013  |
| Linterna Verde: La Serie Animada | 3 de marzo de 2012 – 16 de marzo de 2013  |
| DC Nation Shorts                 | 3 de marzo de 2012 – 14 de mayo de 2014   |
| Teen Titans Go!                  | 23 de abril de 2013 – 29 de marzo de 2014 |
| Beware the Batman                | 13 de julio de 2013 – diciembre de 2013   |

## Cortometrajes
| Título                            | Descripción |
| --------------------------------- | --- |
| Amatista, Princesa de Gemworld    | Siete cortometrajes basados en Amatista, Princesa de Gemworld mientras se lleva a Gemworld para luchar contra las fuerzas de Opal Oscuro. Los cortos fueron creados por Brianne Drouhard con David Production. |
| Animal Man                        | Cortos sobre el Superhéroe de la DC Animal Man que salva a los animales en lugar de las personas que están realmente en peligro. |
| Batman de Shanghái                | Cortos sobre Batman, Bane y Catwoman reimaginados en Shanghái de 1930. Animado por Wolf Smoke. |
| Escarabajo Azul                   | Durante el estreno de Linterna Verde: La Serie Animada, la vista previa de DC Nation incluyó clips de Escarabajo Azul protagonizado por Garrett Plotkin. |
| DC Super-Mascotas                 | Cortos basados en los Super-Mascotas personajes como Krypto, Rayito el Supergato, As el Batiperro y Robin Robin. Estos cortos fueron creados por Franco Aureliani y Art Baltazar. |
| El Mundo Divertido de DC          | Cortos sobre Batman, Robin, El Guasón, Gatúbela y Superman. Animado por Rich Webber de Aardman Animations. |
| Demostraciones                    | Demostraciones del mundo real de las herramientas y técnicas empleadas por los superhéroes y supervillanos que ofrecen los profesionales como Anthony De Longis y Jack Dagger. |
| Doctor Destino                    | Cortos sobre el superhéroe de DC Doctor Destino. |
| La Patrulla Condenada             | Cortos sobre el equipo de superhéroes DC La Patrulla Condenada. |
| La Liga de la Granja de DC Nation | Con una versión de los Just'a Lotta Animals, las estrellas de La Liga de la Granja son personajes de DC como versiones de animales, incluyendo Superman como Supermanatí, Batman como Batmangosta, La Mujer Maravilla como La Wombat Maravilla, Flash como El Flish, Linterna Verde como La Lamprea Verde, Aquaman como Aquamandril, Shazam! como Shazham!, Robin como Robin Huevo, Cyborg como Cybug, Darkseid como Duckseid, El Joker como el Sapón, Gatúbela como Gata Gata , Sr. Mxyzptlk como el Sr. Mxyzchkn, Solomon Grundy como Solomon Bunny, Dos Caras como Cara de Vaca, Bizarro como Bizaperro, Capitán Frío como el Capitán Arenque, Sinestro como Sinestropótamo, Lex Luthor como Lex Ligre, Brainiac como Grulliac y El Insecto Asechador como La Babosa Asechadora. |
| Impostores de Ciudad Gótica       | La vista previa de la DC Nation incluido animación de Impostores de Ciudad Gótica. |
| Lego Batman                       | La vista previa de la DC Nation incluido animación de Lego Batman. Esta animación era realmente un par de escenas de un Lego Batman 2: DC Super Heroes. |
| MAD Presenta...                   | Cortos producidos por Mad, basados en diversos personajes de DC, como el "Shazamwich!" o "Titanic Adolescente" segmento por Nate Theis. |
| Los Nuevos Jóvenes Titanes        | Cortos sobre Los Jóvenes Titanes. Seguimiento de Los Jóvenes Titanes serie de televisión de 2003-2006, con Scott, Menville , Hynden Walch , Greg Cipes, Tara Strong y Khary Payton retomando su papel de Robin, Starfire, Chico Bestia, Raven y Cyborg. Se dibujan más en un super-deformado estilo, pero el estilo básico de la animación se mantiene intacta. Debido a la popularidad de los cortos, Cartoon Network anunció que Los Jóvenes Titanes serán resucitados como Teen Titans Go!, en una media hora muestran que es más cómico y alegre que su predecesor, pero aún cuentan con el elenco original y se estrenó en abril de 2013. |
| Hombre Plástico                   | Cortos sobre el superhéroe de DC El Hombre Plástico en sus desventuras cotidianas. Se basa en el Problema del Charco episodio piloto desarrollado por Andy Suriano, Tom Kenny y Stephen DeStefano. |
| El Acertijo                       | Cortos sobre el villano de Batman, El Acertijo. |
| Shade, el Hombre Cambiante        | Cortos sobre el superhéroe de DC Shade, el Hombre Cambiante. |
| Súper Mejores Amigas Por Siempre  | Creado por Lauren Faust, Súper Mejores Amigas Por Siempre es una serie de cortos sobre La Chica Maravilla, Batichica y Superchica se unen para luchar contra el crimen. |
| スーパーマン Superman de Tokio    | Shorts por David Producción de un bebé llamado Kenta (efectos vocales proporcionados por Jeff Bennett ) que se le otorgue los poderes del Superman de Tokio al usar su capa como un pañal. |
| La Espada del Átomo               | Cortos sobre el Superhéroe de DC Átomo. Estos cortos se basan en la serie La Espada del Átomo. |
| Cuentos de Metrópolis             | Cortos sobre la ciudad de Metrópolis. |
| Rayo y Trueno                     | Cortos sobre el superhéroe de DC Rayo Negro y sus hijas con superpoderes Trueno y Rayo. Rayo y Trueno reciben sus trajes de Peter Gambi con el fin de ayudar a su padre a combatir el crimen. |
| Vibración                         | Cortos sobre el Superhéroe de DC Vibración. |
| La Mujer Maravilla                | Cortos sobre La Mujer Maravilla re-imaginados en la onda de Starsky y Hutch. |
| Perfil del Personaje              | Cortos sobre el origen de cada personaje. |

## Episodios
| N.º | Título | Estreno Original         | Estreno Latinoamérica |
| --- | --- | ------------------------ | --------------------- |
| 1 | «El Mundo Divertido de DC #1: Superniños» | 11 de noviembre de 2011  | 1 de julio de 2013    |
| Los superhéroes y villanos se reimaginadas con personalidades infantiles. El Guasón hace tantos saltos y saltos como pueda en un minuto. Superman explica que no es muy deportivo. Gatúbela habla de su máscara. Batman corre y salta de la mesa. Nota: Se estrenó como parte de la Vista Previa a DC Nation. Salió al aire como parte de DC Nation el 5 de mayo de 2012. | |                          |                       |
| 2 | «Los Nuevos Jóvenes Titanes #1: Erupto» | 11 de noviembre de 2011  | 12 de julio de 2013   |
| Los Jóvenes Titanes comen pizza y eruptan. Nota': Se estrenó como parte de la Vista Previa a DC Nation. Salió al aire como parte de DC Nation el 30 de junio de 2012. | |                          |                       |
| 3 | «La Flecha Guante de Boxeo» | 3 de marzo de 2012       | —                     |
| Anthony De Longis demuestra la Flecha Guante de Boxeo de Flecha Verde. | |                          |                       |
| 4 | «El Mundo Divertido de DC #2: Heroicas Equivocaciones» | 3 de marzo de 2012       | 29 de julio de 2013   |
| Batman muestra sus "Superpoderes" a Robin. Superman reflexiona sobre por qué Robin se llama "Robin". El Guasón hace bromas que prefiere no jugar bromas a la gente. Gatúbela muestra su capacidad de salto largo. | |                          |                       |
| 5 | «Hombre Plástico en... Superhéroe Artístico» | 3 de marzo de 2012       | —                     |
| El Hombre Plástico utiliza sus habilidades de estiramiento para ayudar a una anciana a identificar al hombre que le robó el bolso. | |                          |                       |
| 6 | «Batibumerang» | 10 de marzo de 2012      | —                     |
| Jack Dagger demuestra el Batibumerang. | |                          |                       |
| 7 | «Los Nuevos Jóvenes Titanes #2: Utilidad del jugador» | 10 de marzo de 2012      | 26 de julio de 2013   |
| Chico Bestia se lava accidentalmente con le cinturón de Robin y trata de ocultarlo al igual que el equipo se enfrenta Doctor Luz. | |                          |                       |
| 8 | «スーパーマン de Tokyo #1» | 10 de marzo de 2012      | 9 de julio de 2013    |
| El Superman de Tokio es derrotado por un robot gigante en Tokio y pasa en su capa y poderes a un bebé Kenta. Al usar el capote como un pañal, Kenta se convierte en el Bebé Superman. | |                          |                       |
| 9 | «Batimóvil» | 17 de marzo de 2012      | —                     |
| NASCAR conductor Trevor Bayne desprotege Warner Bros. ' colección de batimóviles de las varias películas de Batman. | |                          |                       |
| 10 | «Super Mejores Amigas Por Siempre #1: Paseo de la Alegría Invisible» | 17 de marzo de 2012      | —                     |
| Superchica y Batichica intentan convencer a la Chica Maravilla de volar en el Avión Invisible de la Mujer Maravilla. | |                          |                       |
| 11 | «MAD Presenta ... Shazamwich!» | 17 de marzo de 2012      | 4 de julio de 2013    |
| Desde MAD, un comercial ha Billy Batson se ha transformado en el Capitán Maravilla para tratar de convencer a un amigo para probar el Shazamwich. | |                          |                       |
| 12 | «Perfil de Personaje: El Hombre Plástico» | 24 de marzo de 2012      | —                     |
| La historia del origen del Hombre Plástico es revelado. | |                          |                       |
| 13 | «El Mundo Divertido de DC #3» | 24 de marzo de 2012      | 22 de julio de 2013   |
| Superman se explica cómo La Mujer Maravilla lleva muy poco. Las conversaciones Joker sobre sus nuevos zapatos. Batman muestra cómo se combate el viento. Gatúbela demuestra cómo tiene que ser astuto. | |                          |                       |
| 14 | «Hombre Plástico en... De Villanos y Pollos» | 24 de marzo de 2012      | 23 de julio de 2013   |
| El Hombre Plástico intenta pagar su factura de electricidad, pero primero tiene que lidiar con el esmoquin, Lady granito, y las aves a la hora de enviar el pago. | |                          |                       |
| 15 | «Flecha de Gas Noqueador» | 31 de marzo de 2012      | —                     |
| Anthony De Longis demuestra flecha gas nocaut de Green Arrow. | |                          |                       |
| 16 | «Los Nuevos Jóvenes Titanes #3: Secuencia de Conciencia» | 31 de marzo de 2012      | —                     |
| Chico Bestia es tentado por un plato de galletas recién horneadas. | |                          |                       |
| 17 | «スーパー マン de Tokyo # 2» | 31 de marzo de 2012      | 16 de julio de 2013   |
| La madre de Kenta intenta entrevistar a Superman de Tokio. | |                          |                       |
| 18 | «Perfil del Personaje: Kilowog» | 7 de abril de 2012       | —                     |
| La historia del origen de Kilowog se revela. | |                          |                       |
| 19 | «Animal Man #1: Robo de Banco» | 7 de abril de 2012       | 31 de julio de 2013   |
| Animal Man interrumpe un robo bancario por el Capitán Frío para salvar a un ratón que el Capitán Frío estaba a punto de pisar. Después hojas Animal Man. Capitán Frío continúa su asalto a un banco. | |                          |                       |
| 20 | «Animal Man #2: Tren» | 7 de abril de 2012       | 31 de julio de 2013   |
| Animal Man corren contra el tiempo para vencer a un tren en marcha con el fin de obtener una vaca de la pista en el momento en que una mujer ha estado ligada a las vías del tren. Después de Animal Man salva la vaca, la mujer golpea a Animal Man. | |                          |                       |
| 21 | «Super Mejores Amigas Por Siempre #2: El Tiempo no Espera» | 14 de abril de 2012      | —                     |
| Después de esperar por su padre Comisario Gordon para ir a dormir, se apresura Batichica en toda la ciudad para detener la Hiedra Venenosa. | |                          |                       |
| 22 | «Batibumerang #2» | 14 de abril de 2012      | —                     |
| Jack Dagger demuestra lanzando dos batibumerangs a la vez. | |                          |                       |
| 23 | «Mad Presenta... Osito Verdosito» | 14 de abril de 2012      | —                     |
| Hal Jordan habla en el legado del Osito Verdosito. | |                          |                       |
| 24 | «EL Mundo Divertido de DC #4» | 14 de abril de 2012      | 24 de julio de 2013   |
| Batman corre alrededor y habla sobre Superman constelaciones. | |                          |                       |
| 25 | «WonderCon #1» | 21 de abril de 2012      | —                     |
| Los Disjugadoes son entrevistados en el WonderCon. | |                          |                       |
| 26 | «Hombre Plástico en... La Tele» | 21 de abril de 2012      | 24 de julio de 2013   |
| Captura de pantalla plana Plastic Man en una televisión. | |                          |                       |
| 27 | «Los Nuevos Jóvenes Titanes# 4: Retrocediendo el Reloj» | 21 de abril de 2012      | 2 de agosto de 2013   |
| El Demente Mod está tratando de usar una máquina del tiempo para retroceder en el tiempo para recuperar su juventud. | |                          |                       |
| 28 | «Perfil del Personaje: Escarabajo Azul» | 28 de abril de 2012      | —                     |
| La historia del origen del Escarabajo Azul se revela. | |                          |                       |
| 29 | «Super Mejores Amigas por Siempre #3: Castigada» | 28 de abril de 2012      | —                     |
| Superchica está castigada y Superman se asegurará de que se queda en su habitación. | |                          |                       |
| 30 | «MAD Presenta... Titanic Adolescente» | 28 de abril de 2012      | 10 de julio de 2013   |
| Titanic se parodia con los Jóvenes Titanes en esta parodia de tráiler. | |                          |                       |
| 31 | «WonderCon #2» | 5 de mayo de 2012        | —                     |
| Los Disjugadores son entrevistados en el WonderCon. | |                          |                       |
| 32 | «Animal Man #3» | 5 de mayo de 2012        | 17 de agosto de 2013  |
| Black Manta invade la playa y Animal Man lo derrota después de haber derribado el castillo de arena de un cangrejo. | |                          |                       |
| 33 | «Animal Man #4» | 5 de mayo de 2012        | 17 de agosto de 2013  |
| Darkseid y sus Parademons invaden la Tierra y Animal Man regaña al propietario de un perro para atar a su perro a un parquímetro. | |                          |                       |
| 34 | «El Bo Plegable Personal de Robin» | 12 de mayo de 2012       | —                     |
| Un artista marcial demuestra el uso del Bo plegable de Robin. | |                          |                       |
| 35 | «Los Nuevos Jóvenes Titanes #5: Niñera de Blackfire» | 12 de mayo de 2012       | —                     |
| Starfire se le pide que cuide los niños a su hermana de Blackfire. | |                          |                       |
| 36 | «Mad Presenta... Eso es lo que los Super Amigos Hacen» | 12 de mayo de 2012       | —                     |
| El resto de los Super Amigos realizar una canción y la danza de Superman, Batman y La Mujer Maravilla cuestionar el nombre de su grupo. | |                          |                       |
| 37 | «Perfil del Personaje: Animal Man» | 19 de mayo de 2012       | —                     |
| La historia del origen del hombre animal se revela. | |                          |                       |
| 38 | «Vibración #1: Baile Extremo Parte 1» | 19 de mayo de 2012       | 3 de julio de 2013    |
| Vibración entra en una competencia de breakdance. | |                          |                       |
| 39 | «Vibración #2: Baile Extremo Parte 2» | 19 de mayo de 2012       | 4 de julio de 2013    |
| Durante la competencia de breakdance, Vibración batalla con el Androide del Dr. Ivo Extremo. | |                          |                       |
| 40 | «La Espada del Átomo #1» | 26 de mayo de 2012       | 11 de julio de 2013   |
| Átomo estrella por accidente en la selva. | |                          |                       |
| 41 | «Super Mejores Amigas por Siempre #4: Nombre del Juego» | 26 de mayo de 2012       | —                     |
| Mientras combatían a la Chita, las chicas se debaten si se debe llamar a su grupo las "Super Mejores Amigas por Siempre". | |                          |                       |
| 42 | «Perfil del Personaje: El Flash» | 2 de junio de 2012       | —                     |
| La historia del origen de Flash se revela. | |                          |                       |
| 43 | «La Espada del Átomo #2: Elige un Mal Menor» | 2 de junio de 2012       | 29 de julio de 2013   |
| Átomo se enfrenta a una serpiente y los Morlaidhans. | |                          |                       |
| 44 | «Los Nuevos Jóvenes Titanes #6: Cyborg el Salvavidas» | 2 de junio de 2012       | —                     |
| Cyborg actúa como un salvavidas en una piscina. | |                          |                       |
| 45 | «Esquivación de Chico Flash» | 9 de junio de 2012       | —                     |
| La demostración de la capacidad del Chico Flash para esquivar ataques. | |                          |                       |
| 46 | «La Espada del Átomo #3: Sacudiendo la Jaula» | 9 de junio de 2012       | 30 de julio de 2013   |
| La batalla Átomo y Taren por sus vidas en el Pozo | |                          |                       |
| 47 | «Los Nuevos Jóvenes Titanes #7: Atar con Cinta ante una Audiencia» | 9 de junio de 2012       | 19 de julio de 2013   |
| Robin y Cyborg dividen sus vidas con cinta adhesiva. | |                          |                       |
| 48 | «Naipes del Guasón» | 16 de junio de 2012      | —                     |
| Jack Dagger demuestra las Cartas del Guasón como un arma. | |                          |                       |
| 49 | «La Espada del Átomo #4: La Batalla de los Mini Titanes» | 16 de junio de 2012      | —                     |
| El Átomo debe luchar con Taren en el combate de gladiadores. | |                          |                       |
| 50 | «MAD Presenta... El Curioso Caso de Benjamin Batman» | 16 de junio de 2012      | —                     |
| El Curioso Caso de Benjamin Button se parodia de las edades de Batman como Benjamin Button en esta parodia de tráiler. | |                          |                       |
| 51 | «Movimiento de Nightwing» | 23 de junio de 2012      | —                     |
| Un atleta demuestra el movimiento de Nightwing con el funcionamiento y la acrobacia. | |                          |                       |
| 52 | «El Vaso» | 14 de julio de 2012      | —                     |
| Las especificaciones se dan sobre el Vaso de la serie de Christopher Nolan de las películas de Batman. | |                          |                       |
| 53 | «Batman de Shanghái #1: Gatúbela» | 14 de julio de 2012      | —                     |
| Situado en Shanghái 1930, Gatúbela roba un desplazamiento importante y debe luchar para mantenerlo (un cameo es hecha por Bane). | |                          |                       |
| 54 | «MAD Presenta... Batman en Gana en Familia"» | 14 de julio de 2012      | —                     |
| Cuando Batman se entera de que el Acertijo va a robar a un estudio de televisión, Batman, Robin, Batichica y Alfred entran a Gane en Familia sólo para arriesgarse al fracaso debido a sus hábitos peculiares. Batman hace un trato con el Acertijo de cambiar las preguntas hacia su estilo de vida con el fin de ganar.                                                 | |                          |                       |
| 55 | «San Diego Comic-Con» | 28 de julio de 2012      | —                     |
| Los Disjugadores en San Diego Comic-Con International 2012 son entrevistados. | |                          |                       |
| 56 | «Batman de Shanghái #2: Bane» | 28 de julio de 2012      | —                     |
| Bane aparece y se obtiene el Pergamino del Destino. | |                          |                       |
| 57 | «Batman de Shanghái #3: Batman» | 28 de julio de 2012      | —                     |
| Batman lucha contra Bane y Gatúbela para el desplazamiento. | |                          |                       |
| 58 | «Los Nuevos Jóvenes Titanes #8» | 4 de agosto de 2012      | —                     |
| Los Titanes capturan a Red X, pero aún no puede descubrir sólo quién es él. | |                          |                       |
| 59 | «Flecha Guante de Boxeo #2» | 1 de septiembre de 2012  | —                     |
| Anthony De Longis demuestra la capacidad de Flecha Verde de la flecha guante de boxeo de distancia y precisión. | |                          |                       |
| 60 | «Perfil del Personaje: Batichica» | 22 de septiembre de 2012 | —                     |
| La historia del origen de Batichica se revela. | |                          |                       |
| 61 | «Agilidad del Flash» | 29 de septiembre de 2012 | —                     |
| Una demostración se realiza con un corredor actuando como el flash de una carrera de obstáculos inspirada en el Trickster. | |                          |                       |
| 62 | «Los Nuevos Jóvenes Titanes #9: Los Rayos Gamma y Usted» | 29 de septiembre de 2012 | —                     |
| Los TitanEs explican los rayos gamma. | |                          |                       |
| 63 | «Super Mejores Amigas por Siempre #5: Solomon Grundy no Pelea con Niñas"» | 29 de septiembre de 2012 | —                     |
| Cuando Solomon Grundy empieza arrasando el MAPS aparece para detenerlo. Sólo Grundy no pelea con niñas. | |                          |                       |
| 64 | «Batibumerang #3» | 6 de octubre de 2012     | —                     |
| Jack Dagger demuestra el poder destructivo del batibumerang. | |                          |                       |
| 65 | «Los Nuevos Jóvenes Titanes #10: Titanes en el Amor» | 6 de octubre de 2012     | —                     |
| Los segmentos incluyen "Raven en el Amor" y "Robin en el Amor". | |                          |                       |
| 66 | «El Mundo Divertido de DC #5» | 6 de octubre de 2012     | —                     |
| El Guasón captura a Robin como Batman llega al rescate y Gatúbela debate para elegir el traje de Batman. | |                          |                       |
| 67 | «Perfil del Personaje: Cyborg» | 5 de enero de 2013       | —                     |
| La historia del origen de Cyborg es revelado. | |                          |                       |
| 68 | «Trueno y Rayo #1: El Hábito Hace al Héroe» | 5 de enero de 2013       | —                     |
| Rayo Negro consigue un nuevo traje del sastre Peter Gambi cuando el médico Polaris interrumpe atacando la ciudad. Dejando atrás sus hijas Trueno y Rayo, Gambi sorprende a las hermanas con sus propios trajes. | |                          |                       |
| 69 | «Amatista, Princesa de Mundo Gema: Nivel 1- Su Pregunta» | 5 de enero de 2013       | 6 de julio de 2013    |
| Una joven llamada Amy Winston está jugando la mano de los videojuegos "Amatista, Princesa de Gemworld". Ella es incapaz de derrotar al malvado Opal Oscuro con el Príncipe Topaz sólo para ser mágicamente transportado a Gemworld como el largo tiempo perdido de la Princesa Amatista.                                                                                  | |                          |                       |
| 70 | «Amatista, Princesa de Mundo Gema: Nivel 2- La Aldea de las Ranas» | 12 de enero de 2013      | 13 de julio de 2013   |
| Opal Oscuro envía una araña gigante que lucha contra Ametista. | |                          |                       |
| 71 | «Amatista, Princesa de Mundo de Gema: Nivel 3: Encuentro Casual» | 19 de enero de 2013      | 20 de julio de 2013   |
| Amatista debe tomar un baño en un lago después de un encuentro con un limo, pero también hay que luchar contra la criatura enorme ciempiés-como que establezca su residencia en el lago. | |                          |                       |
| 72 | «La Liga de la Granja #1: La Maravilla Hervida/Cuando la Liga está Lejos» | 26 de enero de 2013      | 20 de julio de 2013   |
| La Maravilla Hervida: Supermanatí y Flish debe salvar Robin Huevo de Lex Ligre. Cuando la Liga está Lejos: Shazham protege el Granero de la Justicia de Duckseid. | |                          |                       |
| 73 | «Perfil del Personaje: Impulso» | 2 de febrero de 2013     | —                     |
| La historia del origen de Impulso se revela. | |                          |                       |
| 74 | «Trueno y Rayo #2: Rayo Bajo el Clima» | 2 de febrero de 2013     | —                     |
| Mientras Rayo Negro batallas de la Masters of Disaster y Volcano Man, Thunder tiene que ponerse a sí misma y Rayo para la escuela. Desafortunadamente, Rayo es en el tiempo. Esto resulta ser fiel a Rayo Negro cuando su estornudo derrota uno de los villanos que Rayo Negro luchaba.                                                                                   | |                          |                       |
| 75 | «Amatista, Princesa de Mundo Gema: Nivel 4- La Cueva Turquesa» | 9 de febrero de 2013     | 20 de julio de 2013   |
| Amatista pelea con el Príncipe Topaz (que había sido convertida en un esqueleto de ópalo oscuro en la primera corto) y gana el tesoro después de derrotarlo. No queda nada para detenerlo, Amatista pone el esqueleto del Príncipe Topaz de nuevo juntos e insta al Príncipe Topaz de viajar por el mundo.                                                                | |                          |                       |
| 76 | «Perfil del Personaje: Chico Bestia» | 16 de febrero de 2013    | —                     |
| La historia del origen de Chico Bestia se revela. | |                          |                       |
| 77 | «Amatista, Princesa de Mundo Gema: Nivel 5- Batalla en la Tormenta de Picos» | 16 de febrero de 2013    | 27 de julio de 2013   |
| Amatista salva al príncipe rana del hechizo de Opal Oscuro y obtiene de su colgante joya al Príncipe Topaz le dijo que necesitaba. Sin embargo, ¿está preparado para enfrentar a Opal Oscuro sí mismo cuando se presenta en persona?. | |                          |                       |
| 78 | «La Liga de la Granja #2: Comida» | 23 de febrero de 2013    | 27 de julio de 2013   |
| Batmangosta es enviado a comprar la comida para la liga sólo para descubrir que el Sapón, Gata Gata y Cara de Vaca contaminando abrevadero de la Liga. | |                          |                       |
| 79 | «Amatista, Princesa de Mundo Gema: Nivel 6- La Batalla Final» | 2 de marzo de 2013       | 3 de agosto de 2013   |
| Amatista se enfrenta cara a cara contra Opal Oscuro. | |                          |                       |
| 80 | «Amatista, Princesa de Mundo Gema: Nivel 7- Hora de ir a Casa» | 9 de marzo de 2013       | 3 de agosto de 2013   |
| Amatista derrota a Opal Oscuro y regresara a su propio mundo. | |                          |                       |
| 81 | «La Liga de la Granja #3: Clases de natación/Hable con la Lamprea» | 16 de marzo de 2013      | 1 de agosto de 2013   |
| Clases de Natación: El Flish y Robin Huevo tienen su baño interrumpida por el Capitán Arenque. Hable con la Lamprea: Sinestropótamo ataca el Granero de Justicia y captura a Cybug y Billy Tocino, pero es detenido por la Lamprea Verde. | |                          |                       |
| 82 | «La Liga de la Granja #4: Sacando la Basura» | 27 de abril de 2013      | —                     |
| La Wombat Maravilla y Cybug están peleando con Lex Ligre. | |                          |                       |
| 83 | «Shade #1: Shade, El Hombre Cambiante» | 4 de mayo de 2013        | —                     |
| Shade, el Hombre Cambiante, combate la locura por la noche en una calle de la ciudad. | |                          |                       |
| 84 | «Piscina de Obstáculos de Aquaman» | 11 de mayo de 2013       | —                     |
| Una demostración se realiza con la realización de la natación de Aquaman. | |                          |                       |
| 85 | «El Mundo Divertido de DC #6» | 11 de mayo de 2013       | —                     |
| Superman Estornuda y lluvias de visión de calor sobre la persona de Ciudad Gótica como el Guasón intenta imitar a un globo y Gatúbela describe lo que puede hacer con una cola. | |                          |                       |
| 86 | «Perfil del Personaje: Amatista» | 18 de mayo de 2013       | —                     |
| La historia del origen de la amatista se revela. | |                          |                       |
| 87 | «Super Mascotas #1: Bromas para Usted» | 18 de mayo de 2013       | —                     |
| Ace el Batiperro y Robin Robin deben detener una ola de crímenes del villano Pez Guasón (o es que hay una persecución de gansos?). | |                          |                       |
| 88 | «Lazo Dorado de la Mujer Maravilla» | 25 de mayo de 2013       | —                     |
| Mary De Longis demuestra el Lazo Dorado de la Mujer Maravilla. | |                          |                       |
| 89 | «Cuentos de Metrópolis #1: Bizarro» | 25 de mayo de 2013       | —                     |
| Bizarro intenta tomar el lugar de Clark Kent / Superman cuando Brainiac ataca Metrópolis. | |                          |                       |
| 90 | «Comic-Con 2013» | 1 de junio de 2013       | —                     |
| TBA | |                          |                       |
| 91 | «La Liga de la Granja #5» | 1 de junio de 2013       | —                     |
| TBA | |                          |                       |
| 92 | «Paraguas de Gas del Pingüino» | 8 de junio de 2013       | —                     |
| Anthony De Longis demuestra el paraguas del pingüino incluyendo su característica de gas noqueador. | |                          |                       |
| 93 | «El Mundo Diveretido de DC #7» | 8 de junio de 2013       | —                     |
| Superman describe lo que él tiene miedo, El Joker canta cascabeles mientras aparece Batman y Catwoman describe ser bueno en mantener el equilibrio sobre una pierna. | |                          |                       |
| 94 | «El Hombre de Acero Entrevista: Dylan Sprayberry #1» | 15 de junio de 2013      | —                     |
| TBA | |                          |                       |
| 95 | «MAD Presenta ... Renoavión Extrema: Edición Hogar» | 15 de junio de 2013      | —                     |
| Ty Pennington y el elenco de Renovación Extrema a instancias de Lex Luther [sic], Sinestro y el Joker (el modelo de César Romero) cambio de imagen de la Fortaleza de la Soledad. Parte de la renovación incluye desbloquear la Zona Fantasma (con cameos de Danny Phantom y Casper the Friendly Ghost) y liberar al General Zod.                                         | |                          |                       |
| 96 | «El Hombre de Acero Entrevista: Dylan Sprayberry #2» | 22 de junio de 2013      | —                     |
| TBA | |                          |                       |
| 97 | «Super Mascotas #2: Krypto vs Rayito» | 22 de junio de 2013      | —                     |
| Krypto trata de competir contra el rayito para ver lo que podría hacer la mayoría de las buenas obras en el menor tiempo posible. | |                          |                       |
| 98 | «Látigo de Gatúbela 29 de junio de 2013» | 29 de junio de 2013      | —                     |
| Mary De Longis demuestra el Látigo de Gatúbela. | |                          |                       |
| 99 | «Hombre Plástico en... El Murciélago y la Anguila» | 29 de junio de 2013      | —                     |
| Batman relata su encuentro con el ladrón de cajas fuertes Anguila O'Brian. | |                          |                       |
| 100 | «Perfil del Personaje: Rayo Negro» | 6 de julio de 2013       | —                     |
| La historia del origen del Rayo Negro se revela. | |                          |                       |
| 101 | «El Acertijo #1: Adivina Esto! El Acertijo coloca a Batman en diversas trampas mortales mientras haciéndole enigmas menores que involucran a miembros de la Liga de la Justicia.» | 6 de julio de 2013       | —                     |
| 102 | «Tridente de Aquaman» | 13 de julio de 2013      | —                     |
| Un hombre demuestra los movimientos bajo el agua, como Aquaman trabaja con el tridente, nadar alrededor de los obstáculos y acabar con un submarino recorte de Black Manta. | |                          |                       |
| 103 | «La Mujer Maravilla #1» | 13 de julio de 2013      | —                     |
| Steve Trevor se estrella en una isla paraíso y es perseguido por dos mujeres en jeeps de armas antes de que la Mujer Maravilla se lo lleven en un auto que se vuelve invisible. | |                          |                       |
| 104 | «La Mujer Maravilla #2» | 20 de julio de 2013      | —                     |
| En cuanto a las dos mujeres se enfrentan a la Mujer Maravilla acerca de interrogar a Steve Trevor, Giganta se despierta y sale del agua teniendo los jeeps como patines. La Mujer Maravilla, Steve Trevor, y las dos mujeres empaquetan en el coche estilizada en su intento de evadir el gigante.                                                                        | |                          |                       |
| 105 | «Teen Titans Go! Elenco» | 27 de julio de 2013      | —                     |
| El elenco de Teen Titans Go! es entrevistado por su gran tamaño de globos en el San Diego Comic-Con International 2013. | |                          |                       |
| 106 | «La Mujer Maravilla #3» | 27 de julio de 2013      | —                     |
| La Mujer Maravilla derrotas Giganta enviándole estrellarse en el océano y ahorra Steve Trevor. Trevor le pregunta dónde está, pero no se sorprendió cuando la Mujer Maravilla respuestas "Isla Paraíso". | |                          |                       |
| 107 | «Comic-Con 2013: Disfraces» | 3 de agosto de 2013      | —                     |
| TBA | |                          |                       |
| 108 | «Cuentos of Metrópolis #2: Lois Lane» | 3 de agosto de 2013      | —                     |
| Lois Lane sigue a Batman en todas partes para conseguir una entrevista. Antes de que venza al Pingüino, Batman responde a las preguntas de Lois con el fin de pedir a cada uno. | |                          |                       |
| 109 | «Hombres Metal #1» | 10 de agosto de 2013     | —                     |
| El Doctor Will Magnus construye a los Hombres Metal. | |                          |                       |
| 110 | «Paraguas Pistola del Pingüino» | 17 de agosto de 2013     | —                     |
| Anthony De Longis demuestra Gun Paraguas del pingüino por disparos de bolas de pintura linternas de papel. | |                          |                       |
| 111 | «Super Mascotas #3: La Corteza más Fina del Mundo» | 17 de agosto de 2013     | —                     |
| Ace y Krypto hacen equipo con el Linterna Verde Ch'p. | |                          |                       |

## Súper Espectacular DC Nation
A partir de mayo de 2012, DC Comicspublicó una revista mensual de 64 páginas llamado Súper Espectacular DC Nation que cuenta con bandas sobre la base de Justicia Joven y Linterna Verde: La Serie Animada, series de televisión así como contenido adicional, como detrás de las escenas características.

## Latinoamérica
Actualmente DC Nation (Cortos) son transmitidas por Cartoon Network (Latinoamérica) desde 1 de julio de 2013.  DC Nation (Cortos) se transmiten en un bloque de cortos de animación que el canal que ha transmitido durante años, no se transmiten dentro del bloque DC Nation porque CN LA aún no se han incorporado al bloque DC Nation.
Los cortos difundidos actualmente son: Ametista, Princesa of Gemworld, Batman de Shanghai, La Liga de la Granja de DC Nation, DC Súper-Mascotas, MAD Presenta..., スーパーマン de Tokio, y la más nueva emisión de Los Nuevos Jóvenes Titanes.